# Сідар-Вейл (Канзас)
Сідар-Вейл (англ. Cedar Vale) — місто (англ. city) в США, в окрузі Шотоква штату Канзас. Населення — 476 осіб (2020).

## Географія
Сідар-Вейл розташований за координатами 37°6′20″ пн. ш. 96°30′6″ зх. д. / 37.10556° пн. ш. 96.50167° зх. д. (37.105600, -96.501767).  За даними Бюро перепису населення США в 2010 році місто мало площу 1,96 км², з яких 1,95 км² — суходіл та 0,00 км² — водойми.

## Демографія
Згідно з переписом 2010 року, у місті мешкало 579 осіб у 251 домогосподарстві у складі 144 родин. Густота населення становила 296 осіб/км².  Було 342 помешкання (175/км²).
Расовий склад населення:
| - 91,5 % — білих - 3,5 % — корінних американців - 0,3 % — чорних або афроамериканців - 0,2 % — азіатів |

До двох чи більше рас належало 4,5 %. Частка іспаномовних становила 1,9 % від усіх жителів.
За віковим діапазоном населення розподілялося таким чином: 25,4 % — особи молодші 18 років, 52,5 % — особи у віці 18—64 років, 22,1 % — особи у віці 65 років та старші. Медіана віку мешканця становила 43,9 року. На 100 осіб жіночої статі у місті припадало 101,0 чоловіків;  на 100 жінок у віці від 18 років та старших — 106,7 чоловіків також старших 18 років.
Середній дохід на одне домашнє господарство  становив 41 542 долари США (медіана — 35 238), а середній дохід на одну сім'ю — 46 113 долари (медіана — 36 250). За межею бідності перебувало 32,1 % осіб, у тому числі 46,6 % дітей у віці до 18 років та 29,3 % осіб у віці 65 років та старших.
Цивільне працевлаштоване населення становило 178 осіб. Основні галузі зайнятості: освіта, охорона здоров'я та соціальна допомога — 27,5 %, будівництво — 24,2 %, транспорт — 11,2 %, сільське господарство, лісництво, риболовля — 11,2 %.